# دوک‌نشین لنکستر
دوک‌نشین لنکستر (انگلیسی: Duchy of Lancaster) یکی از املاک شخصی پادشاه یا ملکه بریتانیا است. هدف از وجود این ملک فراهم آوری منبع درآمدی مستقل برای فرمانرواست. در سال ۲۰۱۸ ارزش دوک‌نشین لنکستر ۵۳۴ پوند استرلینگ برآورد شد.
دوک‌نشین لنکستر به همراه دوک‌نشین کورنوال، دوک‌نشین‌های سلطنتی انگلستان را تشکیل می‌دهد.